# 板南丁
板南丁，又译邦南丁，是缅甸克钦邦葡萄县瑙蒙镇区下辖的一个镇。该镇位于独龙江与脱落江汇合形成恩梅开江处附近。2014年该镇人口为1,758人。